# کارولین میلمو
کارولین میلمو (انگلیسی: Caroline Milmoe؛ زادهٔ ۱۱ ژانویهٔ ۱۹۶۳) بازیگر اهل بریتانیا است. وی بین سال‌های ۱۹۸۶ تا ۲۰۰۵ میلادی فعالیت می‌کرد.
از فیلم‌ها یا مجموعه‌های تلویزیونی که وی در آن‌ها نقش داشته‌است، می‌توان به بدون راه حل، پوآرو و خیابان کورونیشن اشاره نمود.